# Ministério da Defesa (Suécia)
| Ministério da Defesa Försvarsdepartementet                  |                                       |
| Jakobsgatan 9, Estocolmo http://www.sweden.gov.se/sb/d/2060 |                                       |
| Criação                                                     | 1920                                  |
| Atual ministro                                              | Pål Jonson (2022-) (Partido Moderado) |

O Ministério da Defesa da Suécia - em sueco Försvarsdepartementet - é um ministério do Governo da Suécia, responsável pela defesa militar do país, pela coordenação da defesa civil, e ainda pela  prevenção de crises e pela intervenção em desastres e catástrofes.

É dirigido pelo Ministro da Defesa  (Försvarsmininister) e alberga ainda o Ministro da Defesa Civil (Minister för civilt försvar).

Cerca de 150 pessoas trabalham no ministério, das quais 10 são nomeadas politicamente.

## Ministros do Ministério da Defesa
O Ministério do Mercado de Trabalho alberga 2 ministros.

- Ministro da Defesa (Försvarsminister)
- Ministro da Defesa Civilx (Minister för civilt försvar)

## Algumas agências governamentais do Ministério da Defesa
O Ministério da Defesa da Suécia inclui, entre outros, os seguintes órgãos e departamentos:
- Forças Armadas da Suécia (Försvarsmakten)
- Autoridade da Exportação de Material Militar (Försvarsexportmyndigheten)
- Guarda Costeira (Kustbevakningen)
- Comissão Nacional de Investigação de Avarias (Statens haverikommission)
- Direção-Geral de Armamento e Equipamentos de Defesa (Försvarets materielverk)
- Agência Sueca de Contingências Civis (Myndigheten för samhällsskydd och beredskap)
- Direção-Geral de Recrutamento (Totalförsvarets rekryteringsmyndighet)